# Le Monêtier-les-Bains
 Le Monêtier-les-Bains  es una comuna y población de Francia, en la región de Provenza-Alpes-Costa Azul, departamento de Altos Alpes, en el distrito de Briançon. Es la cabecera del cantón homónimo, aunque Saint-Chaffrey la supera en población.
Está integrada en la Communauté de communes du Briançonnais .

## Demografía
| 734 | 806 | 832 | 970 | 987 | 1009 |
| Para los censos de 1962 a 1999 la población legal corresponde a la población sin duplicidades (Fuente: INSEE [Consultar]) |     |     |     |     |      |